# RTAI
RTAI o RealTime Application Interface è una modifica del codice sorgente del kernel di Linux soprattutto per quanto riguarda le politiche di scheduling e di interrupt.
Questa estensione hard Real-Time realizzata dal Dipartimento di Ingegneria Aerospaziale del Politecnico di Milano (DIAPM) è una suite di aggiornamenti e librerie che consente comunque le normali funzionalità di un normale kernel Linux. In quanto sistema real-time, il sistema deve rispettare scadenze temporali in modo incondizionato nell'esecuzione dei processi soprattutto in termini di latenza e predicibilità. Un processo hard Real-Time dovrà perciò avere una priorità più alta rispetto a tutti gli altri processi, i quali vengono accodati dopo di esso.
La differenza con il normale Linux non riguarda soltanto le modifiche al kernel, bensì consiste anche nell'introduzione di RTAILab, librerie utili all'interfacciamento fra le schede di acquisizione dati ed il software usato.  Per MATLAB/Simulink ad esempio, nella libreria RTAI sono presenti i blocchi COMEDI adibiti a tale scopo. Inoltre è presente Real-Time Workshop, toolbox adibito alla compilazione dei modelli Simulink in linguaggio C in modo da generare degli eseguibili utilizzabili in ambiente sistema real-time.